# Trine Hattestad
Trine Hattestad, född Else Katrine Solberg den 18 april 1966 i Lörenskog är en norsk fd. friidrottare som tävlade i spjutkastning.

## Idrottskarriär
Hattestad tog VM-guld både 1993 i Stuttgart och 1997 i Aten, och tog dessutom brons 1999 i Sevilla. Hon har också två OS-medaljer, brons 1996 i Atlanta och guld 2000 i Sydney. Utöver detta slog hon världsrekord två gånger med det nya spjut som infördes 1999.

## Priser och utmärkelser
Hattestad belönades med Aftenpostens guldmedalj, Norska sportjournalisternas statyett och Fearnleys olympiske ærespris år 2000, efter sitt OS-guld. Hon utsågs till Europas bästa kvinnliga friidrottare 2000.

## Stenkastning
I serien "Typisk norsk" fick Trine Hattestad kasta en sten för att utröna hur långt ett stenkast kunde vara - "[hon] kaste en stein og fant ut at et stenkast er 64 meter." 